# قشلاق محمدقلی (مشگین‌شهر)
قشلاق محمدقلی یک روستا در ایران است که در دهستان ارشق مرکزی واقع شده‌است. قشلاق محمدقلی ۹۵ نفر جمعیت دارد.